# Élections législatives jordaniennes de 2013
Les élections législatives jordaniennes de 2013 se sont déroulées le 23 janvier 2013,,,. Officiellement, le taux de participation atteint 55 %. Il est marqué par le boycott du scrutin par les opposants au roi Abdallah II et la dénonciation de fraudes.
Ces élections font suite à une réforme constitutionnelle et se veulent une avancée démocratique puisqu'à leur suite, pour la première fois, le roi consulte l'Assemblée nationale sur la nomination du premier ministre. Les opposants critiquent néanmoins un déficit de démocratie, affirmant que le Parlement n'a pas suffisamment de pouvoir. Ils dénoncent aussi le fait que seuls 27 sièges (18%) reviennent aux partis politiques, selon un système de représentation proportionnelle établi par une réforme électorale. Quinze sièges sont réservés à des femmes (élues), et les 108 autres sont pourvus par circonscription via une élection uninominale à un tour ; ces 108 députés sont officiellement sans étiquette.
Parmi les 27 sièges alloués aux partis politiques, le Parti islamique du centre en remporte trois ; le parti Jordanie plus forte, deux ; le parti Patrie, deux ; le Parti de l'union nationale, deux ; et dix-huit autres partis obtiennent un siège chacun.
À la suite de l'élection, le roi maintient le réformateur Abdullah Ensour à la tête du gouvernement, avec l'accord de l'Assemblée nationale.